# Revision3
Revision3是总部在旧金山的一家网络电视公司，主要发布一些小主题的网络电视节目。
根据公司创始人Jay Adelson和David Prager的说法，公司名称来自「视频节目的变革情况」。他们将无线电视看成第0代，有线电视是第1代，基于电脑的互联网视频为第2代，而第3代则是Revision3所代表的电视与互联网相结合的按需获取视频。